# Jugoslavija na Zimskih olimpijskih igrah 1976 - hokej na ledu
Jugoslavija je na Zimskih olimpijskih igrah 1976, ki so potekale med 4. in 15. februarjem 1976 v Innsbrucku, s tremi zmagami in tremi porazi zasedla deseto mesto. To je bil četrti in predzadnji nastop jugoslovanske hokejske reprezentance na Olimpijskih igrah.

## Postava
Janez Albreht, Božidar Beravs, Edo Hafner, Gorazd Hiti, Bogdan Jakopič, Ignac Kavec, Bojan Kumar, Miroslav Lap, Tomaž Lepša, Janez Petač, Silvo Poljanšek, Janez Puterle, Roman Smolej, Ivan Ščap, Drago Savič, Miroslav Gojanović, Franci Žbontar, Marjan Žbontar

## Tekme

### Razvrstitvena tekma
| 3. februar 1976 | ZDA | 8–4 | Jugoslavija | Olympiahalle Innsbruck, Innsbruck |

| Poročilo tekme | Poročilo tekme | Poročilo tekme | Poročilo tekme | Poročilo tekme |
| -------------- | -------------- | -------------- | -------------- | -------------- |
|                |                | (2:1,4:1,2:2)  |                |                |

### Za 7. do 12. mesto
| 5. februar 1976 | Jugoslavija | 6–4 | Švica | Olympiahalle Innsbruck, Innsbruck |

| Poročilo tekme | Poročilo tekme | Poročilo tekme | Poročilo tekme | Poročilo tekme |
| -------------- | -------------- | -------------- | -------------- | -------------- |
|                |                | (1:1,2:2,3:1)  |                |                |

| 7. februar 1976 | Romunija | 3–4 | Jugoslavija | Olympiahalle Innsbruck, Innsbruck |

| Poročilo tekme | Poročilo tekme | Poročilo tekme | Poročilo tekme | Poročilo tekme |
| -------------- | -------------- | -------------- | -------------- | -------------- |
|                |                | (1:1,1:2,1:1)  |                |                |

| 9. februar 1976 | Jugoslavija | 8–5 | Bolgarija | Olympiahalle Innsbruck, Innsbruck |

| Poročilo tekme | Poročilo tekme | Poročilo tekme | Poročilo tekme | Poročilo tekme |
| -------------- | -------------- | -------------- | -------------- | -------------- |
|                |                | (3:1,1:0,4:4)  |                |                |

| 11. februar 1976 | Jugoslavija | 3–4 | Japonska | Olympiahalle Innsbruck, Innsbruck |

| Poročilo tekme | Poročilo tekme | Poročilo tekme | Poročilo tekme | Poročilo tekme |
| -------------- | -------------- | -------------- | -------------- | -------------- |
|                |                | (0:2,0:1,3:1)  |                |                |

| 13. februar 1976 | Avstrija | 3–1 | Jugoslavija | Olympiahalle Innsbruck, Innsbruck |

| Poročilo tekme | Poročilo tekme | Poročilo tekme | Poročilo tekme | Poročilo tekme |
| -------------- | -------------- | -------------- | -------------- | -------------- |
|                |                | (0:0,2:0,1:1)  |                |                |